# Еремо (Торино)
Еремо је насеље у Италији у округу Торино, региону Пијемонт.
Према процени из 2011. у насељу је живело 87 становника. Насеље се налази на надморској висини од 606 м.